# Gaya Sa Pelikula
Gaya Sa Pelikula è una webserie filippina interpretata da Ian Pangilinan e Paolo Pangilinan. La serie funge da prequel delle sceneggiature omonime di Wattpad non prodotte che presenta uno studente di architettura che è costretto a vivere con un vicino arrogante dopo che un incidente gli ha reso difficile pagare le bollette.
Diretta da Jaime "JP" Habac Jr. e prodotta da Globe Studios, la serie è stata presentata in anteprima su YouTube il 25 settembre 2020, in onda il venerdì alle 20:00 PST. È andato in onda fino al 13 novembre 2020 con un totale di otto episodi.

## Trama
Karl, un introverso studente di architettura di 19 anni, è nel bel mezzo di una crisi di identità. Prima dell'inizio del secondo semestre al college è costretto dai suoi genitori a trasferirsi nell'unità condominiale di suo zio dove impara ad essere finanziariamente indipendente. Per sostenere le sue necessità quotidiane, decide di intraprendere un lavoro di scrittura online ma il suo primo cliente scompare improvvisamente prima di pagargli il lavoro svolto. Impossibilitato a pagare le sue quote mensili, Karl sembra trovare una soluzione quando il suo arrogante vicino Vlad, per nascondersi dalla sua famiglia, gli propone di condividere lo spazio di Karl in cambio del pagamento del suo affitto mensile. La convivenza tra i due però non è delle migliori.

## Interpreti e personaggi

### Principali
- Ian Pangilinan è Jose Vladimir "Vlad" Austria
- Paolo Pangilinan è Karl Frederick "Karl" Almasen

### Ricorrenti
- Adrienne Vergara è Judit Austria, la sorella maggiore di Vlad
- Che Ramos è Adelaida Almasen, la madre di Karl
- Chrome Cosio è Mario Almasen, il padre di Karl
- Yesh Burce è Anna, la vicina di Karl e Vlad
- Justine Peña è Sue Ching, il miglior amico di Vlad
- Franco Ramos è Santi Almasen, lo zio di Karl e fratello di Mario

## Episodi

### Stagione 1 (2020)
| N° | Titolo                  | Pubblicazione     |
| -- | ----------------------- | ----------------- |
| 1  | Meet Cute               | 25 settembre 2020 |
| 2  | Deal                    | 2 ottobre 2020    |
| 3  | Cat and Dog             | 9 ottobre 2020    |
| 4  | Time Away               | 16 ottobre 2020   |
| 5  | Seeing the Light        | 23 ottobre 2020   |
| 6  | A Baring of Souls       | 30 ottobre 2020   |
| 7  | The Dust We Swept Under | 6 novembre 2020   |
| 8  | The World Outside       | 13 novembre 2020  |

### Specials
| N° | Titolo    | Pubblicazione   |
| -- | --------- | --------------- |
| 1  | Dear Karl | 6 novembre 2020 |